# Śniegi Kilimandżaro (film 1952)
Śniegi Kilimandżaro (tytuł oryg.: The Snows of Kilimanjaro) – amerykański film przygodowo-romantyczny z 1952 w reżyserii Henry’ego Kinga, z Gregorym Peckiem, Susan Hayward i Avą Gardner w rolach głównych. Powstał na podstawie opowiadania Ernesta Hemingwaya o tym samym tytule.

## Obsada
- Gregory Peck – Harry Street
- Ava Gardner – Cynthia Green
- Susan Hayward – Helen
- Hildegard Knef – hrabina Liz
- Emmett Smith – Molo
- Leo G. Carroll – Wujek Bill
- Torin Thatcher – Pan Johnson
- Marcel Dalio – Emile
- Leonard Carey – doktor Simmons

## Nagrody
Film otrzymał dwie nominacje do Oscara w kategoriach najlepsza scenografia – film kolorowy i najlepsze zdjęcia – film kolorowy.